# Chinese streepschildpad
De Chinese streepschildpad (Mauremys sinensis) is een schildpad uit de familie Geoemydidae. De soort werd eerder tot de geslachten Ocadia en Chinemys gerekend. De soort werd voor het eerst wetenschappelijk beschreven door John Edward Gray in 1834. Oorspronkelijk werd de wetenschappelijke naam Emys sinensis gebruikt.

## Uiterlijke kenmerken
Het schild wordt ongeveer 24 centimeter lang en is elliptisch van vorm. Jonge dieren hebben drie kielen op het midden van het schild, die na enkele jaren vervagen. Jongere dieren hebben ook een gele schildrand, de schildkleur is groen tot bruin of zwart, soms met een oranje kleur bij de kielen. De poten en kop zijn groen en sterk geel gestreept. 

## Algemeen
De Chinese streepschildpad komt voor in Azië: in China, Taiwan en Vietnam. De habitat bestaat uit langzaam stromende wateren met een zachte bodem, zoals moerassen, vijvers en kanalen. Uit waarnemingen is bekend dat het vrouwtje drie eieren afzet die ovaal van vorm zijn en een kalkachtige schaal hebben. De schildpad is herbivoor en leeft van verschillende plantendelen als fruit, waterplanten en bladeren. Deze soort neemt graag een zonnebad, wat zowel de motoriek als de spijsvertering versnelt.